# Collectie Overijssel
Collectie Overijssel is de archieforganisatie van de gemeenten Deventer, Zwolle, Dalfsen, Olst-Wijhe en Zwartewaterland, van waterschap Drents-Overijsselse-Delta, van Provincie Overijssel en van de Rijksdiensten die in deze provincie werkzaam zijn. Collectie Overijssel heeft twee vestigingen in Deventer en Zwolle.

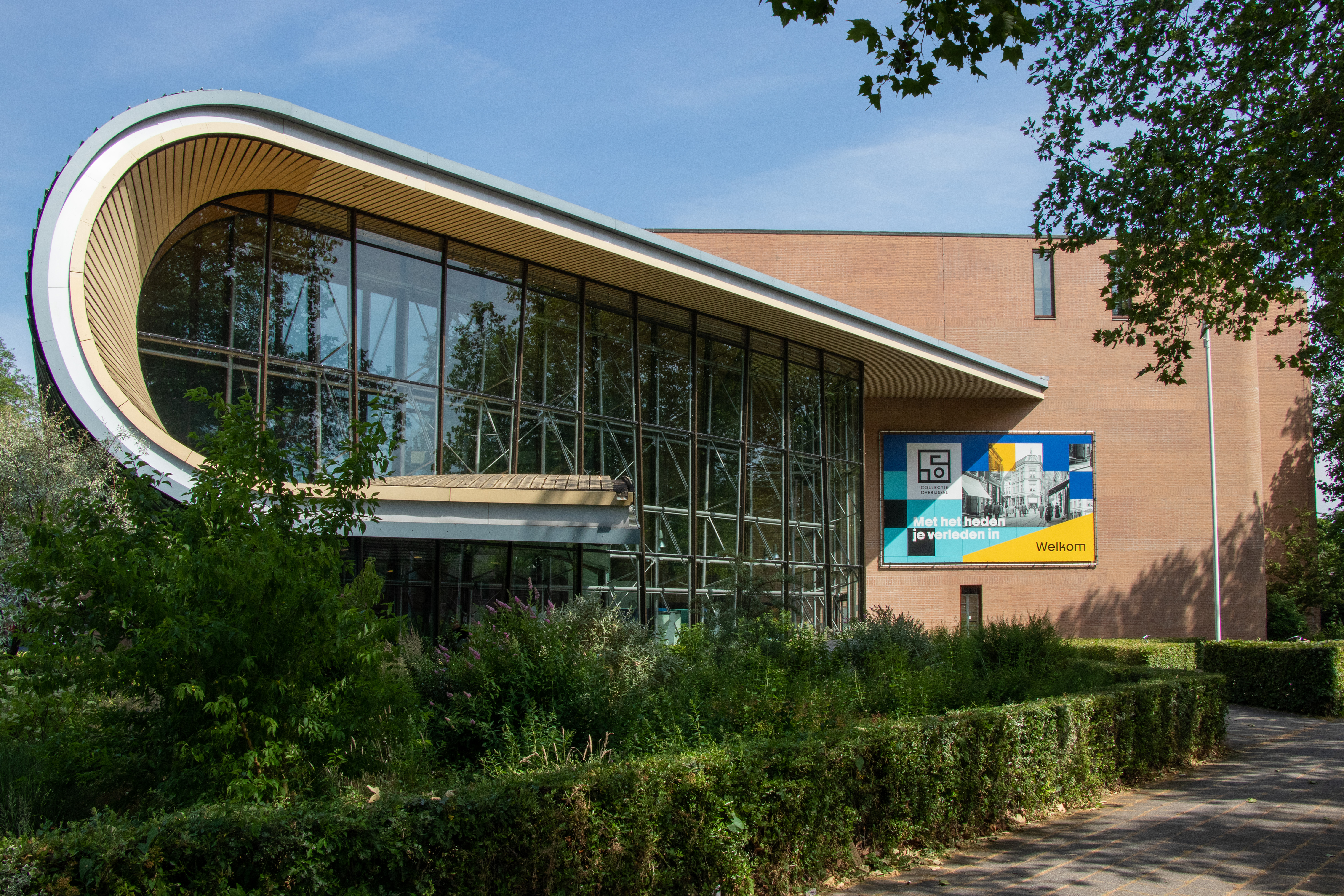
Vestiging Collectie Overijssel Zwolle (2023)

Behalve overheidsarchieven beheert Collectie Overijssel ook archieven van families, bedrijven, scholen, kerken, sportverenigingen en culturele en maatschappelijke organisaties en een museale collectie. In totaal gaat het om zo’n 26 kilometer aan archieven.
De kerntaken van Collectie Overijssel bestaan uit het beheren, toegankelijk maken en ter beschikking stellen van archieven en collecties. Onderzoekers kunnen scans aanvragen van archiefstukken. Ook is het mogelijk om archiefstukken in te zien op de studiezalen. Deze zijn te bezoeken in zowel Deventer als Zwolle, waar men in ANNO Stadsmuseum Zwolle op afspraak de studiezaal kan bezoeken.
Collectie Overijssel neemt deel in diverse provinciale en landelijke projecten en faciliteert historisch onderzoek.

## Geschiedenis
In 1838 werden het Rijksarchief Overijssel en het Stadsarchief Deventer opgericht. De oprichting van het Gemeentearchief Zwolle volgde in 1858.
Het Stadsarchief Deventer werd in 1999 samengevoegd met de Athenaeumbibliotheek. 
In 2001 zijn het voormalige Gemeentearchief van Zwolle en het voormalige Rijksarchief van Overijssel samengevoegd. Hieruit ontstond Historisch Centrum Overijssel (HCO). Samen met het Stadsarchief Deventer en de Athenaeumbibliotheek opende het HCO in 2003 een gezamenlijke studiezaal.
Van januari 2016 tot oktober 2017 was politicus Arie Slob directeur van Historisch Centrum Overijssel. In die periode is ook gemeente Deventer toegetreden bij de gemeenschappelijke regeling. Ook is toen het beheer van het voormalige Stedelijk Museum Zwolle overgegaan naar HCO.
Sinds 1 juli 2016 is gemeente Deventer toegetreden tot de gemeenschappelijke regeling. De studiezalen van Collectie Overijssel zijn dan ook te vinden in Deventer en Zwolle. 
Eind 2021 is de organisatie overgestapt op een nieuwe visie, waar ook een nieuwe organisatienaam bij hoorde. Historisch Centrum Overijssel werd toen Collectie Overijssel.
Op initiatief van Collectie Overijssel, de afdeling Erfgoed van de gemeente Zwolle en Stichting Allemaal Zwolle opende in 2022 ANNO Stadsmuseum Zwolle. Door deze samenwerking is het mogelijk om alle erfgoedcollecties van Zwolle bij elkaar te brengen en te presenteren.
Sinds 2011 is de organisatie aangemerkt als een Algemeen Nut Beogende Instelling (ANBI).